# Williamsville (Illinois)
Williamsville – wieś w Stanach Zjednoczonych, w stanie Illinois, w hrabstwie Sangamon.